# Phoniscus atrox
Phoniscus atrox es una especie de murciélago de la familia Vespertilionidae.

## Distribución geográfica
Es endémica de la península de Malaca, Sumatra y Borneo (Indonesia Malasia y Tailandia).